# Nieuwerbrug
Nieuwerbrug, également écrit Niewerbrücke, est un village dans la commune néerlandaise de Bodegraven-Reeuwijk, dans la province de la Hollande-Méridionale. Le 1er janvier 2008, le village comptait 1 793 habitants.